# ラヴレター
「ラヴレター」は、DREAMS COME TRUEの34thシングル。2004年11月3日発売。発売元はユニバーサルミュージック。

## 概要
- 2004年12月発売のアルバム『DIAMOND15』の先行シングル。初回限定盤と通常盤の2形態で発売され初回限定盤にはDVDが付属されている。
- ジャケットは吉田美和が描いたイラストであるが初回限定盤と通常盤では異なっている。
- 表題曲は吉田美和・中村正人主演映画『アマレット』主題歌となった冬の情景を印象させるラブバラード。サビのメロディーは吉田美和が小学5年生の時からピアノで弾いていたという。
- ミュージックビデオが「DIAMOND15」の初回盤DVDに収録されている。
- カップリングは2004年度NHK全国学校音楽コンクール小学校の部課題曲に起用された「未来を旅するハーモニー」のセルフバージョンを収録。

## 収録曲

### CD
| #  | タイトル                                   | 作詞     | 作曲               | 編曲     | 時間 |
| -- | ------------------------------------------ | -------- | ------------------ | -------- | ---- |
| 1. | 「ラヴレター」                             | 吉田美和 | 中村正人・吉田美和 | 中村正人 | 3:48 |
| 2. | 「未来を旅するハーモニー 〜DCT VERSION〜」 | 吉田美和 | 吉田美和           | 中村正人 | 2:55 |

### DVD
- 初回限定盤のみに付属。

1. はじまりのla (TOUR 2004 ウラワン??! SPECIAL EDITION)

## 収録アルバム
ラヴレター
- DIAMOND15(2004年12月8日)
- DREAMS COME TRUE THE ウラBEST! 私だけのドリカム(2016年7月7日)